# Кубок Молдови з футболу 2003—2004
Кубок Молдови з футболу 2003–2004 — 13-й розіграш кубкового футбольного турніру в Молдові. Титул вдруге поспіль здобув Зімбру.

## 1/8 фіналу
| Команда 1                 | Заг. | Команда 2              | 1-й матч | 2-й матч |
| ------------------------- | ---- | ---------------------- | -------- | -------- |
| 1/22 жовтня 2003          |      |                        |          |          |
| Олімпія (Бєльці) (2)      | 0:6  | Зімбру                 | 0:4      | 0:2      |
| Уніспорт-Авто             | 7:4  | Росо (Флорень) (2)     | 3:1      | 4:3      |
| Дачія                     | 11:0 | Флорешти (3)           | 9:0      | 2:0      |
| Енергетик (Дубоссари) (2) | 1:2  | Агро (Кишинів)         | 0:1      | 1:1      |
| Слобозія-Маре (3)         | 0:7  | Ністру (Атаки)         | 0:4      | 0:3      |
| Стяуа (Кишинів) (2)       | 0:9  | Шериф                  | 0:3      | 0:6      |
| Тирасполь                 | 12:1 | Вікторія (Кишинів) (2) | 7:0      | 5:1      |
| Динамо (Бендери) (2)      | 3:2  | Тилігул-Тирас          | 2:1      | 1:1      |

## 1/4 фіналу
| Команда 1            | Заг. | Команда 2      | 1-й матч | 2-й матч |
| -------------------- | ---- | -------------- | -------- | -------- |
| 5/13 листопада 2003  |      |                |          |          |
| Тирасполь            | 0:2  | Зімбру         | 0:0      | 0:2      |
| Дачія                | 2:0  | Агро (Кишинів) | 1:0      | 1:0      |
| Динамо (Бендери) (2) | 1:6  | Ністру (Атаки) | 0:3      | 1:3      |
| Уніспорт-Авто        | 0:4  | Шериф          | 0:2      | 0:2      |

## 1/2 фіналу
| Команда 1        | Заг. | Команда 2      | 1-й матч | 2-й матч |
| ---------------- | ---- | -------------- | -------- | -------- |
| 4/14 квітня 2004 |      |                |          |          |
| Дачія            | 1:2  | Зімбру         | 0:1      | 1:1      |
| Шериф            | 4:2  | Ністру (Атаки) | 3:1      | 1:1      |

## Фінал
| 30 травня 2004 |

| Зімбру                 | 2:1      | Шериф          |
| ---------------------- | -------- | -------------- |
| Маноліу 1' Француз 64' | Протокол | Кузнецов 45+2' |

| Республіканський стадіон, Кишинів Глядачів: 6 500 Арбітр: Валерій Сорокін |